# Straßlach-Dingharting

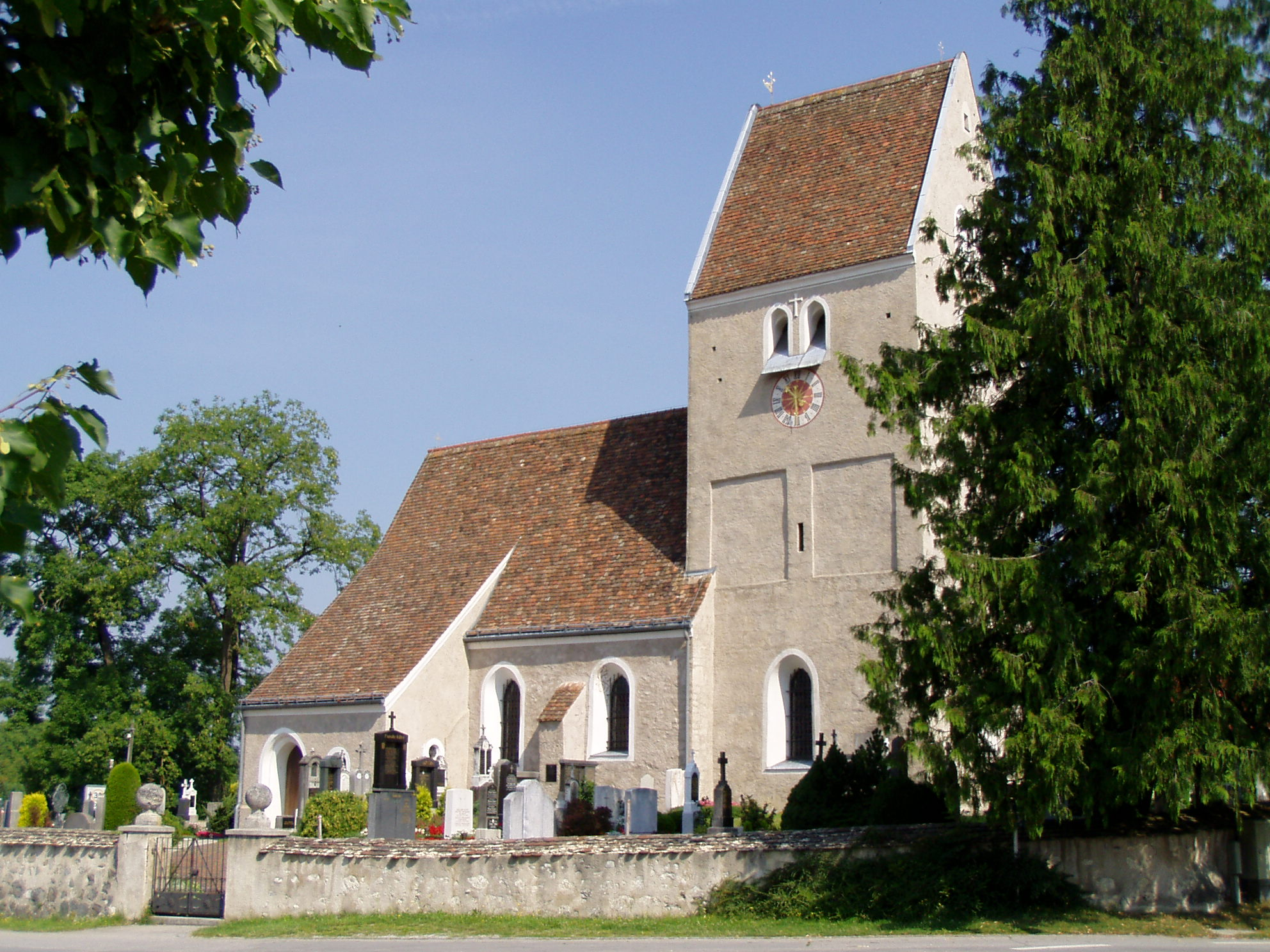
St. Laurentius in Großdingharting

Straßlach-Dingharting ist eine Gemeinde im oberbayerischen Landkreis München. Sitz der Gemeindeverwaltung ist Straßlach.

## Geographie

### Lage
Die Gemeinde liegt etwa 16 Kilometer südsüdwestlich des Zentrums von München. Im Westen des Gemeindegebietes liegt das Isartal, dort fließen die Isar und der parallel dazu verlaufenden Mühltalkanal (auch Isarkanal genannt).

### Gemeindeteile
Es gibt 13 Gemeindeteile (in Klammern ist der Siedlungstyp angegeben):
- Beigarten (Weiler)
- Deigstetten (Einöde)
- Ebertshausen (Dorf)
- Epolding (Einöde)
- Frundsbergerhöhe (Siedlung)
- Gleißentalweiher (Weiler)
- Großdingharting (Pfarrdorf)
- Hailafing (Siedlung)
- Holzhausen (Kirchdorf)
- Kirchlberg (Kapelle)
- Kleindingharting (Kirchdorf)
- Mühlthal (Siedlung)
- Straßlach (Kirchdorf)

Auf dem Gemeindegebiet befand sich Dürnberg, östlich von Mühlthal, heute eine Wüstung.

### Natur
Folgende Schutzgebiete berühren das Gemeindegebiet:
- Landschaftsschutzgebiet LSG Südliches Gleißental im Gebiet der Gemeinden Dingharting und Oberbiberg (LSG-00286.01)
- Landschaftsschutzgebiet Verordnung des Bezirks Oberbayern über den Schutz von Landschaftsteilen entlang der Isar in den Landkreisen Bad-Tölz-Wolfratshausen, München, Freising und Erding als LSG (LSG-00384.01)
- Fauna-Flora-Habitat-Gebiet Moore zwischen Dietramszell und Deining (8135-371)
- Fauna-Flora-Habitat-Gebiet Oberes Isartal (8034-371)

## Geschichte
Die aus Moränenhügeln und der Schotterebene bestehende Geologie der Gemeinde wurde in der Eiszeit geformt. Mehrere Bodendenkmäler bezeugen ein etwa 100 v. Chr. entstandenes Siedlungsgebiet.
Vor der Gemeindegebietsreform lagen alle Ortschaften im ehemaligen Landkreis Wolfratshausen.
Am 1. Mai 1978 wurden die Gemeinden Dingharting und Straßlach zur neuen Gemeinde Straßlach zusammengeschlossen. Im Jahr 1989 wurde der Gemeindename amtlich in Straßlach-Dingharting geändert.

### Einwohnerentwicklung
Zwischen 1988 und 2018 wuchs die Gemeinde von 2457 auf 3206 um 749 Einwohner bzw. um 30,5 %.

## Politik

### Gemeinderat
Der Gemeinderat besteht aus dem ersten Bürgermeister und den Gemeinderatsmitgliedern. Die 16 Gemeinderatsmitglieder werden seit Mai 2020 von folgenden Gruppierungen gestellt::
| Partei | Sitze |
| ------ | ----- |
| CSU    | 4     |
| GRÜNE  | 3     |
| SPD    | 1     |
| FDP    | 1     |
| FWG    | 3     |
| BP     | 1     |
| UWV    | 3     |

Der jetzige Münchner Oberbürgermeister Dieter Reiter kandidierte 2008 in Straßlach-Dingharting für den Gemeinderat; trotz des zweiten Listenplatzes errang er kein Mandat, da die SPD nur ein Mandat insgesamt für sich verzeichnen konnte. Bis April 2011 wohnte er weiterhin in Straßlach-Dingharting, bis er sich am 25. Oktober 2011 vom Münchner SPD-Vorstand als einziger Bewerber der örtlichen Nominierungsversammlung zum Oberbürgermeisterkandidaten vorschlagen ließ.

### Bürgermeister
Erster Bürgermeister ist Hans Sienerth (parteifrei). Dieser trat mit dem Bündnis BP-FWG-UWV zur Wahl an und wurde am 15. März 2020 mit 87,5 % der abgegebenen Stimmen wiedergewählt.

### Wappen
|  | Blasonierung: „Über von Gold und Grün im Wellenschnitt geteiltem Schildfuß in Blau ein schwebendes silbernes Kreuz.“ |
|  | |

Die gleichzeitig genehmigte gelb-blaue Gemeindeflagge wird nicht verwendet.

## Infrastruktur
Am Mühltalkanal befinden sich das Wasserkraftwerk Mühltal und der Ausflugsgasthof „Gasthaus zur Mühle“.
Da auf der Isar und dem Mühltalkanal Floßfahrt betrieben wird, gibt es neben dem Kraftwerk eine betonierte Floßrutsche, über die ein Floß die Staustufe überwinden kann. Sie gilt als längste Floßrutsche der Welt.

## Verkehr

### Bus
Straßlach-Dingharting wird durch eine Regionalbuslinie des MVV erschlossen.
| Linie | Linienverlauf                                   | Verkehrsunternehmen |
| ----- | ----------------------------------------------- | ------------------- |
| 271   | Dietramszell – Straßlach – Höllriegelskreuth () | Geldhauser und RVO  |

### Straßenverkehr
Hauptstraße der Gemeinde ist die in Nord-Süd-Richtung verlaufende Staatsstraße 2072. Einige Kilometer weiter westlich jenseits der Isar liegt die Bundesstraße 11 von München nach Wolfratshausen.

## Persönlichkeiten
- Joseph Peruschitz (1871–1912), Benediktinerpater, geboren in Straßlach. Er erlangte Berühmtheit durch sein Verhalten beim Untergang der Titanic.
- Karl Heinz Beckurts (1930–1986), Siemens-Vorstand, wohnhaft in Straßlach. Am 9. Juli 1986 wurden Beckurts und sein Chauffeur Eckhard Groppler auf der Staatsstraße Straßlach–Grünwald kurz nach dem Ortsausgang von Straßlach Opfer eines Bombenattentats der RAF.
- Gerd Müller (1945–2021), Weltfußballer 1970, Fußballer des FC Bayern München von 1964 bis 1974, Europameister 1972 und Weltmeister 1974. Er wohnte bis 1979 in Straßlach und wurde am neuen Friedhof Straßlach in der Urnenhalle beigesetzt.